# Warren Jabali
Warren Jabali, nato Warren Edward Armstrong (Kansas City, 29 agosto 1946 – Miami, 13 luglio 2012), è stato un cestista statunitense, professionista nella ABA.

## Carriera
Venne selezionato dai New York Knicks al quarto giro del Draft NBA 1968 (44ª scelta assoluta).

## Statistiche
| † | Denota una stagione in cui ha vinto il titolo ABA |

### ABA

#### Regular season
| Anno         | Squadra         | PG  | PT | MP   | TC%  | 3P%  | TL%  | RP   | AP  | PRP | SP  | PP   |
| ------------ | --------------- | --- | -- | ---- | ---- | ---- | ---- | ---- | --- | --- | --- | ---- |
| 1968-1969†   | Oakland Oaks    | 71  |    | 35,8 | 44,9 | 25,0 | 68,4 | 9,7  | 3,5 |     |     | 21,5 |
| 1969-1970    | Washington Caps | 40  |    | 37,8 | 44,5 | 30,6 | 71,7 | 10,4 | 4,3 |     |     | 22,8 |
| 1970-1971    | Indiana Pacers  | 62  |    | 25,6 | 41,0 | 28,8 | 76,1 | 4,8  | 3,5 |     |     | 11,0 |
| 1971-1972    | The Floridians  | 81  |    | 40,9 | 43,6 | 35,8 | 75,6 | 8,1  | 6,1 |     |     | 19,9 |
| 1972-1973    | Denver Rockets  | 82  |    | 33,4 | 45,3 | 25,7 | 80,5 | 5,2  | 6,6 | 2,1 |     | 17,0 |
| 1973-1974    | Denver Rockets  | 49  |    | 34,9 | 39,1 | 36,6 | 80,3 | 5,0  | 7,3 | 2,0 | 0,2 | 15,9 |
| 1974-1975    | San Diego Conq. | 62  |    | 30,0 | 39,2 | 32,1 | 78,9 | 4,1  | 5,8 | 1,8 | 0,3 | 12,1 |
| Carriera ABA | Carriera ABA    | 447 |    | 34,1 | 43,1 | 31,9 | 75,6 | 6,7  | 5,3 | 2,0 | 0,3 | 17,1 |

#### Massimi in carriera
Regular Season
- Massimo di punti: 46 vs Denver Rockets (7 gennaio 1970)
- Massimo di rimbalzi: 19 vs Indiana Pacers (27 marzo 1969)
- Massimo di assist: 19 vs San Diego Conquistadors (5 gennaio 1974)
- Massimo di palle rubate: 7 vs San Diego Conquistadors (5 gennaio 1974)*
- Massimo di stoppate: 1 (3 volte)*

(* tenendo conto dei dati ABA al momento disponibili e che le statistiche di queste categorie vennero registrate sistematicamente solo dalla stagione ABA 1973-1974)

#### Play-off
| Anno         | Squadra        | PG | PT | MP   | TC%  | 3P%  | TL%  | RP   | AP  | PRP | SP | PP   |
| ------------ | -------------- | -- | -- | ---- | ---- | ---- | ---- | ---- | --- | --- | -- | ---- |
| 1969†        | Oakland Oaks   | 16 |    | 41,4 | 46,0 | 17,6 | 66,8 | 12,9 | 2,9 |     |    | 28,8 |
| 1971         | Indiana Pacers | 11 |    | 22,7 | 30,2 | 10,7 | 80,6 | 3,6  | 3,0 |     |    | 7,8  |
| 1972         | The Floridians | 4  |    | 42,8 | 37,3 | 33,3 | 78,8 | 13,0 | 5,5 |     |    | 18,8 |
| 1973         | Denver Rockets | 5  |    | 25,2 | 33,3 | 0,0  | 75,0 | 1,4  | 2,8 |     |    | 6,0  |
| Carriera ABA | Carriera ABA   | 36 |    | 33,6 | 41,5 | 16,7 | 70,2 | 8,5  | 3,2 |     |    | 18,1 |

#### Massimi in carriera
Play-off
- Massimo di punti: 42 vs Denver Rockets (8 aprile 1969)
- Massimo di rimbalzi: 17 vs Virginia Squires (31 marzo 1972)
- Massimo di assist: 8 vs Virginia Squires (4 aprile 1972)

## Palmarès
- Campionato ABA: 1

Oakland Oaks: 1969
- ABA Playoffs MVP (1969)
- ABA Rookie of the Year Award (1969)
- ABA All-Rookie Team (1969)
- All-ABA Team: 1

First Team: 1973
- ABA All-Star Game: 4

1970, 1972, 1973, 1974
- ABA All-Star Game MVP (1973)
- Maggior numero di punti realizzati in stagione ai Playoff ABA (1969)
- Maggior numero di tiri liberi realizzati in una singola stagione ai Playoff nella storia ABA (1969) (135)
- Ventiquattresimo miglior marcatore di sempre ABA
- Trentaseiesimo migliore rimbalzista di sempre ABA
- Nono per numero di assist di sempre ABA
- Quinto migliore giocatore di sempre per assist a partita ABA in regular season (5,3 assist a partita)
- Undicesimo miglior giocatore per palle rubate di sempre ABA
- Ottavo migliore giocatore di sempre per palle rubate a partita ABA in regular season (2,1 palle rubate a partita)
- Sesto giocatore con il maggior numero di triple messe a segno nella storia dell'ABA (322)
- Diciassettesimo per numero di tiri liberi realizzati nella storia dell'ABA
- ABA All-Time Team